# Championnats du monde de cyclisme sur piste 1996
Navigation
Édition précédente Édition suivante
Les championnats du monde de cyclisme sur piste 1996 ont eu lieu à Manchester en Angleterre du 28 août au 1er septembre 1996. Douze compétitions ont été disputées : huit par les hommes et quatre par les femmes.

## Résultats

### Hommes
| Compétition            | Or                                                                     | Or | Argent                                                               | Argent | Bronze                                                       | Bronze |
| ---------------------- | ---------------------------------------------------------------------- | -- | -------------------------------------------------------------------- | ------ | ------------------------------------------------------------ | ------ |
| Kilomètre              | Shane Kelly Australie                                                  |    | Sören Lausberg Allemagne                                             |        | Jan van Eijden Allemagne                                     |        |
| Keirin                 | Marty Nothstein États-Unis                                             |    | Gary Neiwand Australie                                               |        | Frédéric Magné France                                        |        |
| Vitesse individuelle   | Florian Rousseau France                                                |    | Marty Nothstein États-Unis                                           |        | Darryn Hill Australie                                        |        |
| Vitesse par équipes    | Australie Darryn Hill Gary Neiwand Shane Kelly                         |    | Allemagne Jens Fiedler Michael Hübner Sören Lausberg                 |        | France Laurent Gané Florian Rousseau Hervé Thuet             |        |
| Poursuite individuelle | Chris Boardman Royaume-Uni                                             |    | Andrea Colinelli Italie                                              |        | Francis Moreau France                                        |        |
| Poursuite par équipes  | Italie Adler Capelli Cristiano Citton Andrea Collinelli Mauro Trentini |    | France Cyril Bos Philippe Ermenault Jean-Michel Monin Francis Moreau |        | Allemagne Guido Fulst Danilo Hondo Thorsten Rund Heiko Szonn |        |
| Américaine             | Silvio Martinello Marco Villa Italie                                   |    | Scott McGrory Stephen Pate Australie                                 |        | Andreas Kappes Carsten Wolf Allemagne                        |        |
| Course aux points      | Joan Llaneras Espagne                                                  |    | Michael Sandstød Danemark                                            |        | Silvio Martinello Italie                                     |        |

### Femmes
| Compétition            | Or                          | Or | Argent                       | Argent | Bronze                      | Bronze |
| ---------------------- | --------------------------- | -- | ---------------------------- | ------ | --------------------------- | ------ |
| 500 mètres             | Félicia Ballanger France    |    | Annett Neumann Allemagne     |        | Michelle Ferris Australie   |        |
| Vitesse individuelle   | Félicia Ballanger France    |    | Annett Neumann Allemagne     |        | Magali Humbert-Faure France |        |
| Poursuite individuelle | Marion Clignet France       |    | Lucy Tyler-Sharman Australie |        | Antonella Bellutti Italie   |        |
| Course aux points      | Svetlana Samokhalova Russie |    | Janie Eickhoff États-Unis    |        | Gulnara Fatkúlina Russie    |        |

## Tableau des médailles
| Rang | Nation      | Or | Argent | Bronze | Total |
| ---- | ----------- | -- | ------ | ------ | ----- |
| 1    | France      | 4  | 1      | 4      | 9     |
| 2    | Australie   | 2  | 3      | 2      | 7     |
| 3    | Italie      | 2  | 1      | 2      | 5     |
| 4    | États-Unis  | 1  | 2      |        | 3     |
| 5    | Russie      | 1  |        | 1      | 2     |
| 6    | Espagne     | 1  |        |        | 1     |
| 6    | Royaume-Uni | 1  |        |        | 1     |
| 8    | Allemagne   |    | 4      | 3      | 7     |
| 9    | Danemark    |    | 1      |        | 1     |